# Le Sang du frère
Pour plus de détails, voir Fiche technique et Distribution.
Le Sang du frère (titre original : My Brother's Keeper, mais distribué aussi sous le nom de Brother's Keeper) est un téléfilm policier canado-britannico-américain, réalisé par John Badham, diffusé la première fois le 29 janvier 2002 aux États-Unis sur USA Network.

## Fiche technique
- Titre : Le Sang du frère
- Titre original : My Brother's Keeper, connu aussi sous le nom de Brother's Keeper
- Réalisation : John Badham
- Scénario : Steve Baigelman, Glenn Gers
- Production : Justis Greene, Pen Densham (en), Guy McElwaine, Mark Stern, John Watson (en), USA Network, Trilogy Entertainment Group, New Line Television
- Musique : John Ottman
- Photographie : Ron Stannett
- Montage : Frank Morriss
- Direction artistique : John Willett, Ross Dempster
- Décors : Penny A. Chalmers
- Costumes : Jori Woodman
- Pays d'origine :  Canada /  Royaume-Uni /  États-Unis
- Langue : anglais
- Genre : policier
- Durée : 90 minutes

## Distribution
- Jeanne Tripplehorn : Lucinda Pond
- Corin Nemec : Ellis Pond
- Leland Orser : Travis
- Evan Parke : Junior (crédité en tant qu'Evan Dexter Parke)
- Britt McKillip : Lucinda jeune / Marie
- Cameron Bright : Ellis jeune (crédité en tant que Cameron Crigger)
- Andrew Jackson : Adam Ruane
- Marilyn Norry : Cam
- Michael Dobson (en) : technicien du FBI

## Distinctions
- Saturn Award 2003 : nommé au Saturn Award de la meilleure édition DVD